# Falanga (stranka)
Falanga je fašistička stranka Španjolske, utemeljena 1933., postala je jedina zakonita politička stranka u Španjolskoj nakon 1939. tj. pobjede generala Franca u španjolskom građanskom ratu.

## Povijest
Stranku je u listopadu 1933. osnovao José Primo de Rivera, markiz od Estelle, koji je htio osnovati republikansku i modernističku stranku, u čemu je bila slična talijanskom fašizmu. Riveru su ubili komunisti početkom 1936., pa je stranku preuzeo Francisco Franco. Stranka je bila jedina zakonita sve do smrti generala Franca 1975., nakon čega je raspuštena.